# La Chapelle-du-Châtelard
Pour les articles homonymes, voir La Chapelle.
La Chapelle-du-Châtelard est une commune française, située dans le département de l'Ain en région Auvergne-Rhône-Alpes.

## Géographie
La Chapelle-du-Châtelard fait partie de la Dombes.

### Climat
Pour des articles plus généraux, voir Climat d'Auvergne-Rhône-Alpes et Climat de l'Ain.
En 2010, le climat de la commune est de type climat océanique dégradé des plaines du Centre et du Nord, selon une étude du CNRS s'appuyant sur une série de données couvrant la période 1971-2000. En 2020, Météo-France publie une typologie des climats de la France métropolitaine dans laquelle la commune est dans une zone de transition entre le climat semi-continental et le climat de montagne et est dans la région climatique Bourgogne, vallée de la Saône, caractérisée par un bon ensoleillement (1 900 h/an), un été chaud (18,5 °C), un air sec au printemps et en été et des vents faibles.
Pour la période 1971-2000, la température annuelle moyenne est de 11,4 °C, avec une amplitude thermique annuelle de 17,8 °C. Le cumul annuel moyen de précipitations est de 906 mm, avec 10,5 jours de précipitations en janvier et 7,5 jours en juillet. Pour la période 1991-2020, la température moyenne annuelle observée sur la station météorologique de Météo-France la plus proche, sur la commune de Marlieux à 4 km à vol d'oiseau, est de 12,2 °C et le cumul annuel moyen de précipitations est de 909,1 mm,. Pour l'avenir, les paramètres climatiques de la commune estimés pour 2050 selon différents scénarios d'émission de gaz à effet de serre sont consultables sur un site dédié publié par Météo-France en novembre 2022.

## Urbanisme

### Typologie
Au 1er janvier 2024, La Chapelle-du-Châtelard est catégorisée commune rurale à habitat dispersé, selon la nouvelle grille communale de densité à 7 niveaux définie par l'Insee en 2022.
Elle est située hors unité urbaine. Par ailleurs la commune fait partie de l'aire d'attraction de Lyon, dont elle est une commune de la couronne,. Cette aire, qui regroupe 397 communes, est catégorisée dans les aires de 700 000 habitants ou plus (hors Paris),.

### Occupation des sols
L'occupation des sols de la commune, telle qu'elle ressort de la base de données européenne d’occupation biophysique des sols Corine Land Cover (CLC), est marquée par l'importance des territoires agricoles (91 % en 2018), une proportion sensiblement équivalente à celle de 1990 (90,5 %). La répartition détaillée en 2018 est la suivante : 
terres arables (58,3 %), zones agricoles hétérogènes (18,9 %), prairies (12,8 %), forêts (6,8 %), eaux continentales (2,2 %), cultures permanentes (1 %).
L'évolution de l’occupation des sols de la commune et de ses infrastructures peut être observée sur les différentes représentations cartographiques du territoire : la carte de Cassini (XVIIIe siècle), la carte d'état-major (1820-1866) et les cartes ou photos aériennes de l'IGN pour la période actuelle (1950 à aujourd'hui).

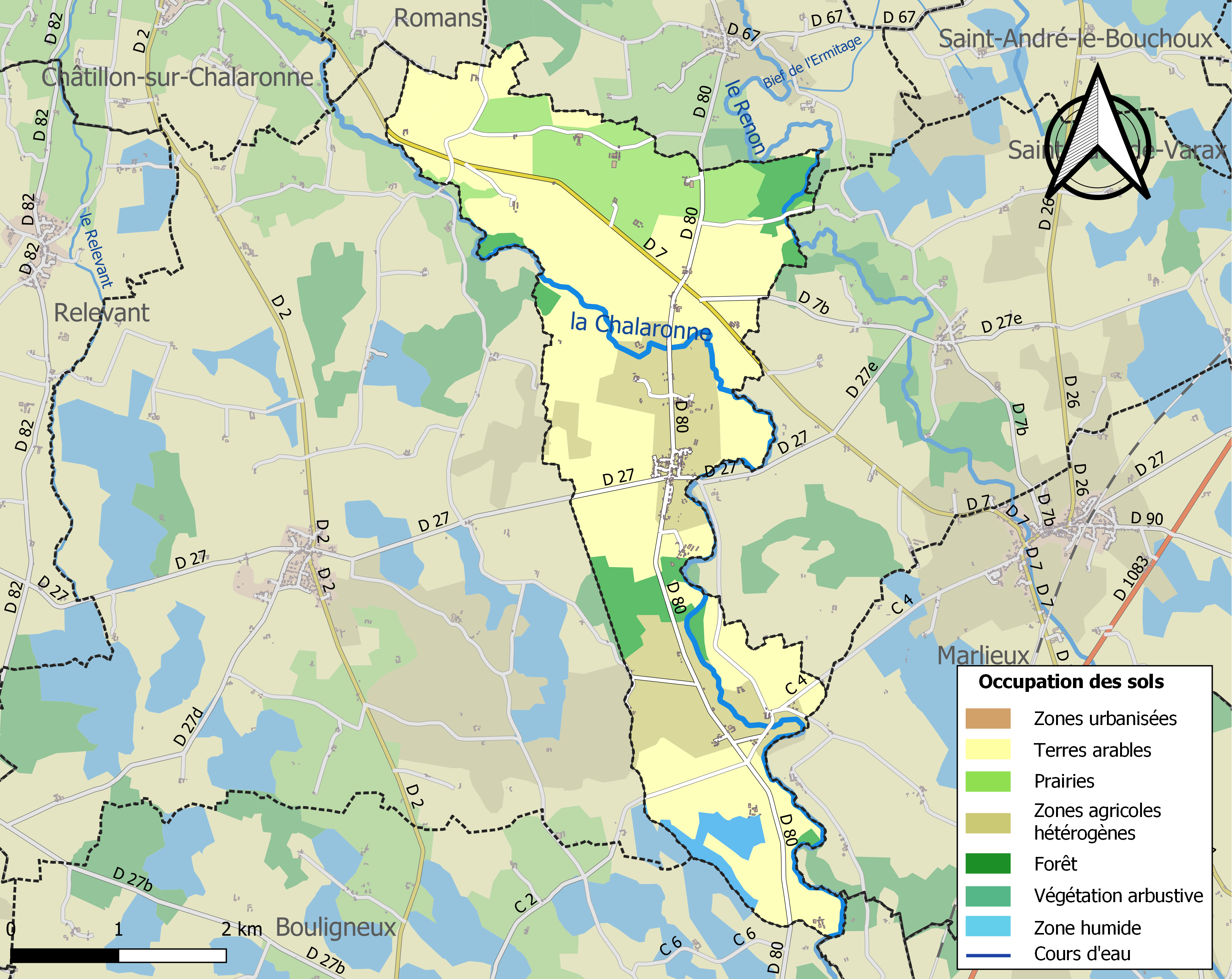
Carte des infrastructures et de l'occupation des sols de la commune en 2018 (CLC).

## Histoire
Le village est mentionné depuis le XIe siècle.
En 1424, la seigneurie démembrée de la sirerie de Villars entre avec toutes ses dépendances dans la composition de la Dombes.
Les habitants du village furent massacrés par les Bressans au XVIe siècle[réf. nécessaire].

### Les hameaux

#### Bassole (la)
Village dépendant du Châtelard en Dombes. Vers 1200, Guillaume IV de Mâcon, comte de Vienne et de Mâcon, déclara, à la requête d'Hugues (Hugues IV de Clermont ou Hugues V d’Anjou), abbé de Cluny, que s'il avait quelques difficultés avec les hommes de ce village, il s'en remettrait à la décision d'arbitres.

#### Beaulieu
Section de la commune de la Chapelle-du-Châtelard.
D'abord simple chapelle rurale (De bello monté), sous le vocable de Notre-Dame, l'église de Beaumont, fut depuis fort longtemps l'objet d'un pèlerinage très fréquenté.

En 1433, Isabelle d'Harcourt, veuve du dernier seigneur de Thoire-Villars, y fonda à perpétuité une messe à dire toutes les semaines, ainsi que le constate l'inscription suivante, encastrée dans le mur latéral gauche du chœur : 

« CVNCTIS NOTVM EST QVOD ANNO DOMINI M.CCCCXXX TERTIO EGRE GIA TVM POTENS YSABELLA DE AVRICAVRIA DOTAVIT V NAM MISSAM QVALIBET FERIA SEXTA IN CAPELLA DE BELLE MONTE PER CVRATVM VEL EIVS VICARE DICENDAM : TVM CA SV QVO DICTVS CVRATVS
DICERE NOLLET : VVLT PER CV RATVM SANCTI GERMANI DICI : ET SI NOLLET PER CVRATVM MARLIA CI : DATUM DIE XX OCTODRIS. »

.
Le 24 septembre 1435, Isabelle d'Harcourt assigna, pour le service de cette fondation, une rente de 6 florins et 6 sous sur l'étang de Coyrard,,.

## Toponymie
Durant la Révolution française, la commune prend temporairement le nom de Beaumont-sur-Chalaronne.

## Politique et administration

### Découpage territorial
La commune de Chapelle-du-Châtelard est membre de la communauté de communes de la Dombes, un établissement public de coopération intercommunale (EPCI) à fiscalité propre créé le 1er janvier 2017 dont le siège est à Châtillon-sur-Chalaronne. Ce dernier est par ailleurs membre d'autres groupements intercommunaux.
Sur le plan administratif, elle est rattachée à l'arrondissement de Bourg-en-Bresse, au département de l'Ain et à la région Auvergne-Rhône-Alpes. Sur le plan électoral, elle dépend du  canton de Châtillon-sur-Chalaronne pour l'élection des conseillers départementaux, depuis le redécoupage cantonal de 2014 entré en vigueur en 2015, et de la quatrième circonscription de l'Ain  pour les élections législatives, depuis le dernier découpage électoral de 2010.

### Administration municipale

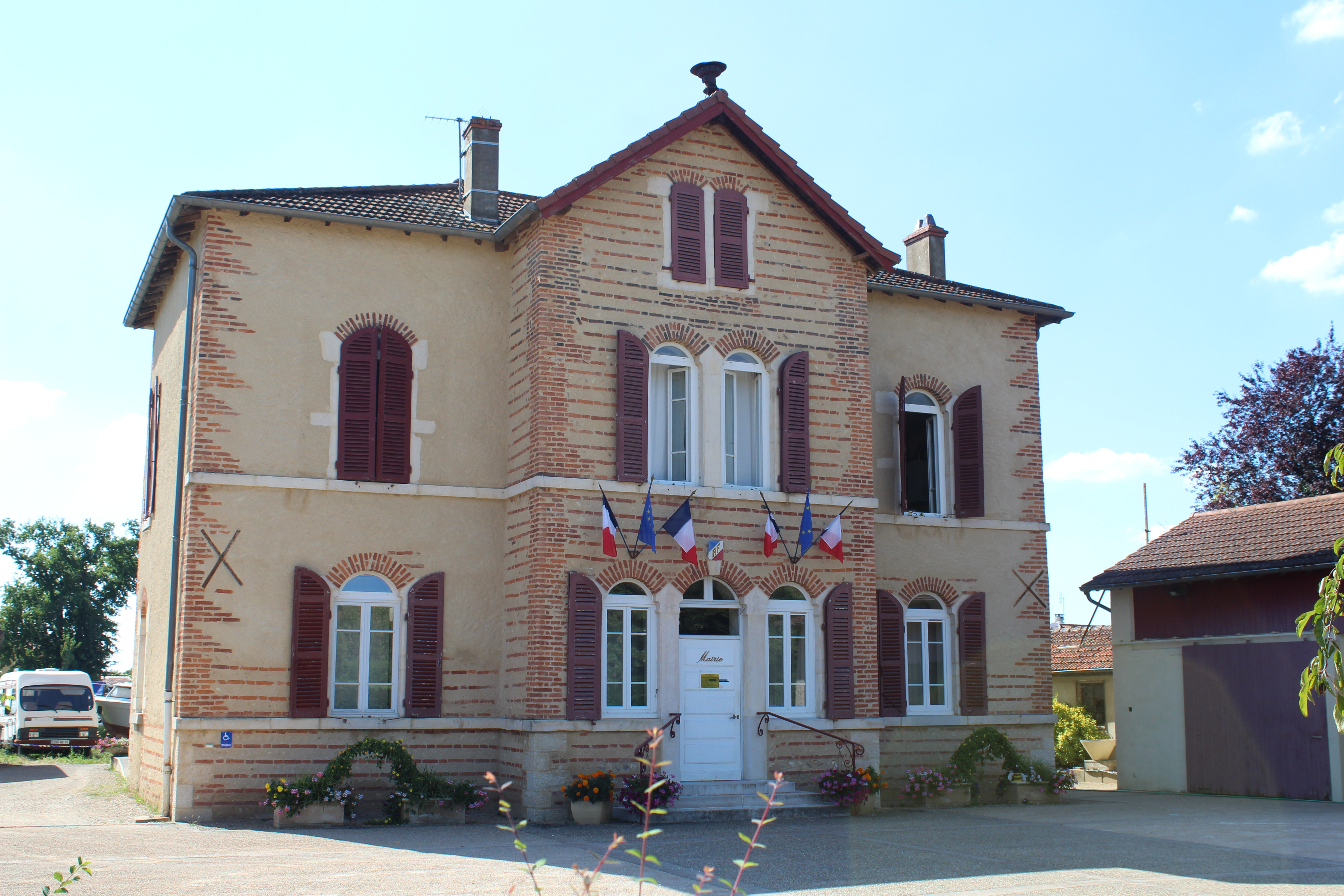
Mairie.

| Période                                  | Période  | Identité       | Étiquette | Qualité     |
| ---------------------------------------- | -------- | -------------- | --------- | ----------- |
| 1977                                     | 1995     | Jean Durand    |           | Agriculteur |
| 1995                                     | 2008     | Pierre Brevet  |           |             |
| 2008                                     | En cours | Cyrille Rimaud | SE        | Agriculteur |
| Les données manquantes sont à compléter. |          |                |           |             |

## Démographie
L'évolution du nombre d'habitants est connue à travers les recensements de la population effectués dans la commune depuis 1793. Pour les communes de moins de 10 000 habitants, une enquête de recensement portant sur toute la population est réalisée tous les cinq ans, les populations de référence des années intermédiaires étant quant à elles estimées par interpolation ou extrapolation. Pour la commune, le premier recensement exhaustif entrant dans le cadre du nouveau dispositif a été réalisé en 2006.
En 2022, la commune comptait 391 habitants, en évolution de +1,03 % par rapport à 2016 (Ain : +5,15 %, France hors Mayotte : +2,11 %).
| 1793 | 1800 | 1806 | 1821 | 1831 | 1836 | 1841 | 1846 | 1851 |
| ---- | ---- | ---- | ---- | ---- | ---- | ---- | ---- | ---- |
| 312  | 200  | 284  | 358  | 283  | 313  | 272  | 326  | 345  |

| 1856 | 1861 | 1866 | 1872 | 1876 | 1881 | 1886 | 1891 | 1896 |
| ---- | ---- | ---- | ---- | ---- | ---- | ---- | ---- | ---- |
| 385  | 411  | 447  | 9    | 392  | 364  | 422  | 418  | 411  |

| 1901 | 1906 | 1911 | 1921 | 1926 | 1931 | 1936 | 1946 | 1954 |
| ---- | ---- | ---- | ---- | ---- | ---- | ---- | ---- | ---- |
| 406  | 375  | 384  | 338  | 325  | 304  | 309  | 375  | 304  |

| 1962 | 1968 | 1975 | 1982 | 1990 | 1999 | 2006 | 2011 | 2016 |
| ---- | ---- | ---- | ---- | ---- | ---- | ---- | ---- | ---- |
| 237  | 210  | 202  | 242  | 247  | 263  | 276  | 357  | 387  |

| 2021 | 2022 | - | - | - | - | - | - | - |
| ---- | ---- | - | - | - | - | - | - | - |
| 394  | 391  | - | - | - | - | - | - | - |

## Culture locale et patrimoine

### Lieux et monuments

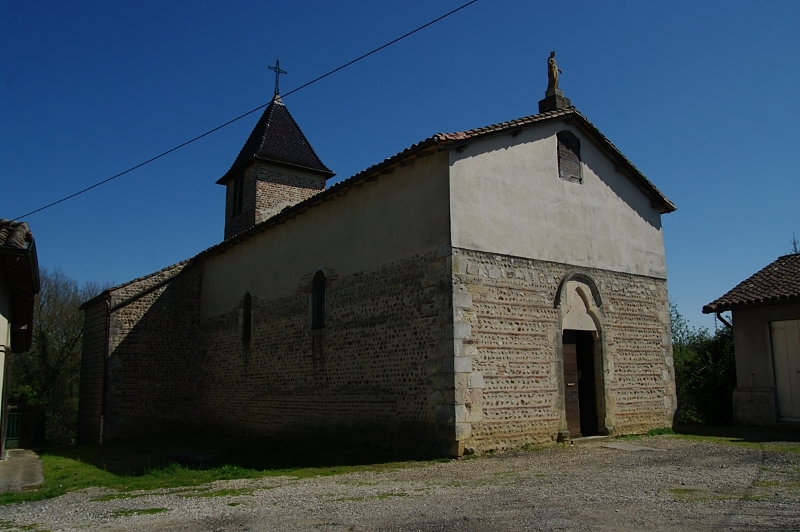
La chapelle Notre-Dame-de-Beaumont.

- La chapelle Notre-Dame-de-Beaumont fait l’objet d’une inscription au titre des monuments historiques depuis le 22 janvier 1979[24].
- Église Notre-Dame-de-l'Assomption de La Chapelle-du-Châtelard.
- Poype et débris du château du Châtelard fondée vers 1200 par Humbert de Thoire-Villars en fief de l'archevêque de Lyon[25].
- Château des Creusettes de style Empire.